# Aeroportul St. Catharines/Niagara District
Aeroportul St. Catharines/Niagara District (IATA: YCM, ICAO: CYSN) este un aeroport din Niagara-on-the-Lake, Niagara⁠(d), Ontario, Canada. Aeroportul a fost tranzitat în 2011 de 46 de pasageri.
Situat la o altitudine de 98 m, aeroportul dispune de o singură pistă.